# Paradoriaella
Paradoriaella is een geslacht van rechtvleugeligen uit de familie Pyrgomorphidae. De wetenschappelijke naam van dit geslacht is voor het eerst geldig gepubliceerd in 1961 door Willemse.

## Soorten
Het geslacht Paradoriaella  is monotypisch en omvat slechts de volgende soort:
- Paradoriaella tuberculata (Willemse, 1961)